# Idea angelia
Idea angelia är en fjärilsart som beskrevs av Jean Baptiste Godart 1819. Idea angelia ingår i släktet Idea och familjen praktfjärilar. Inga underarter finns listade i Catalogue of Life.